# Willem Adriaan van Hoensbroeck

Familiewapen
van Hoensbroeck

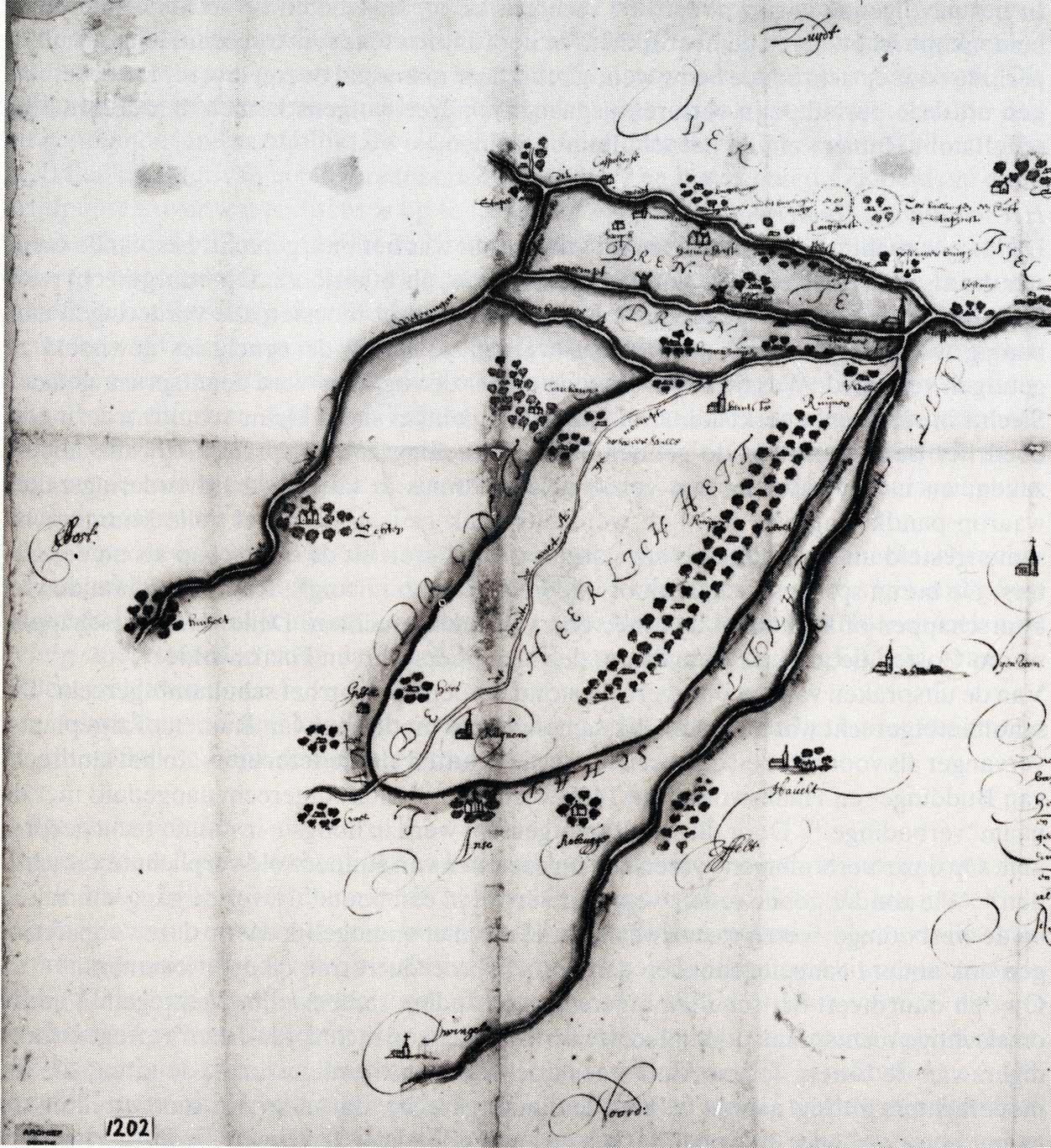
Heerlijkheid Ruinen
(1628)

Willem Adriaan van Hoensbroeck (Slot Haag bij Geldern, 30 mei 1666 – aldaar, 20 juni 1735) was een zoon van Arnold Adriaan van Hoensbroeck en Dorothea Henrietta van Cottereau-Westmal vrouwe van Westmalle en Erdbrüggen.
Willem werd markgraaf en rijksgraaf van Hoensbroeck 1733. Hij was heer van Hoensbroeck van 1694 tot 1735, Haag en Erdbrüggen, Ruinen, Bellinghoven en Gremptin. Daarnaast was hij geheimraad van den koning van Pruisen, stadhouder der leenen, kanselier, erfmaarschalk van het hertogdom Gelder en het graafschap Zutphen, hoog-drossaard der stad Gelder en raadcostumier van het Souverein Hof van Gelder te Roermond van 1691 tot 1717.
In 1733 werd hij beleend met Hillenraad dat in 1738 overging naar zijn zoon Frans Arnold.

## Huwelijk en kinderen
Hij trouwde op 26 juli 1695 in Bellinghoven met Elisabeth Henrica Maria Victoria Schellart-van Obbendorf gravin van Schellart-Obbendorf en vrouwe van Bellinghoven (Düsseldorf, 11 oktober 1676 - Slot Haag bij Geldern, 19 november 1727). Zij was een dochter van Frans Caspar Adriaan Schellaert van Obbendorf graaf van Schellart-van Obbendorf en heer van Iversheim en Margaretha Gertruida Maria van Bernsau-Bellinghoven tot Ruinen vrouwe van Bellinghoven.
Hun kinderen waren:
- Frans Arnold Adriaan Johan Philips (Frans Arnold) van Hoensbroeck markgraaf en graaf van Hoensbroeck, erfmaarschalk van het vorstendom Gelre en de graafschap Zutphen, keizerlijk kamerheer, heer van de vrije heerlijkheid Ruinen en Ruinerwold, drost van het Opper- en Nederambt van Gelre (1696-1759). Hij trouwde op 30 november 1720 te Bamberg met Anna Catharina Sofia rijksgravin von Schönborn-Buchheim en Wolfsthal. Zij was een dochter van Rudolph graaf van Schönborn-Buchheim en Maria Eleonore von Hatzfeldt. Uit zijn huwelijk zijn 25 kinderen geboren:
- Johan Frederik van Hoensbroeck, ridder van Malta, domdeken, geheimraad en vicaris-generaal van den keurvorst van Trier.
- Maria Theresia van Hoensbroeck, trouwde met Karel Dominicus graaf van Hodion en Wacken

Willem Adriaan van Hoensbroeck overleed aan de pokken.

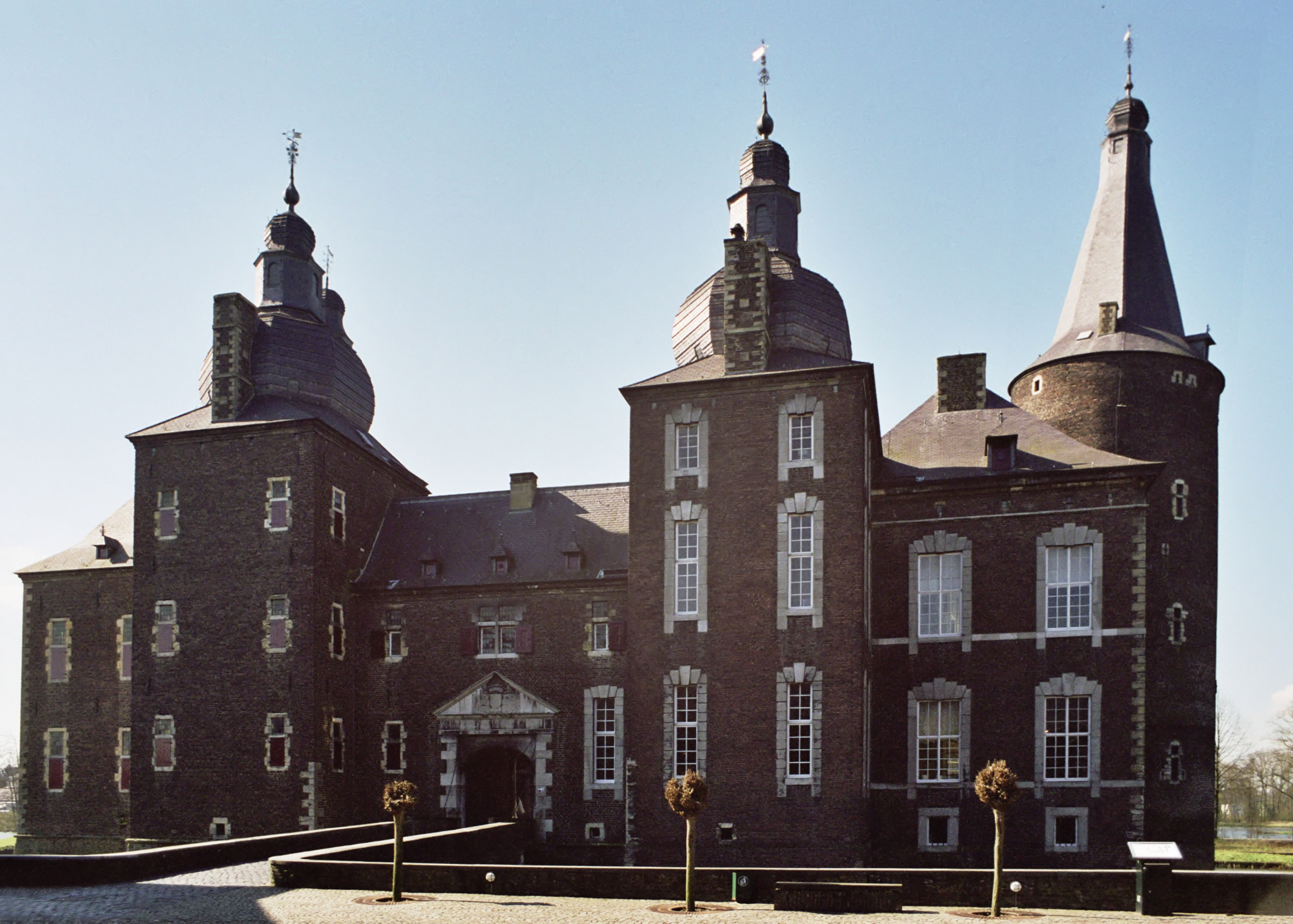
Kasteel Hoensbroek (2003)
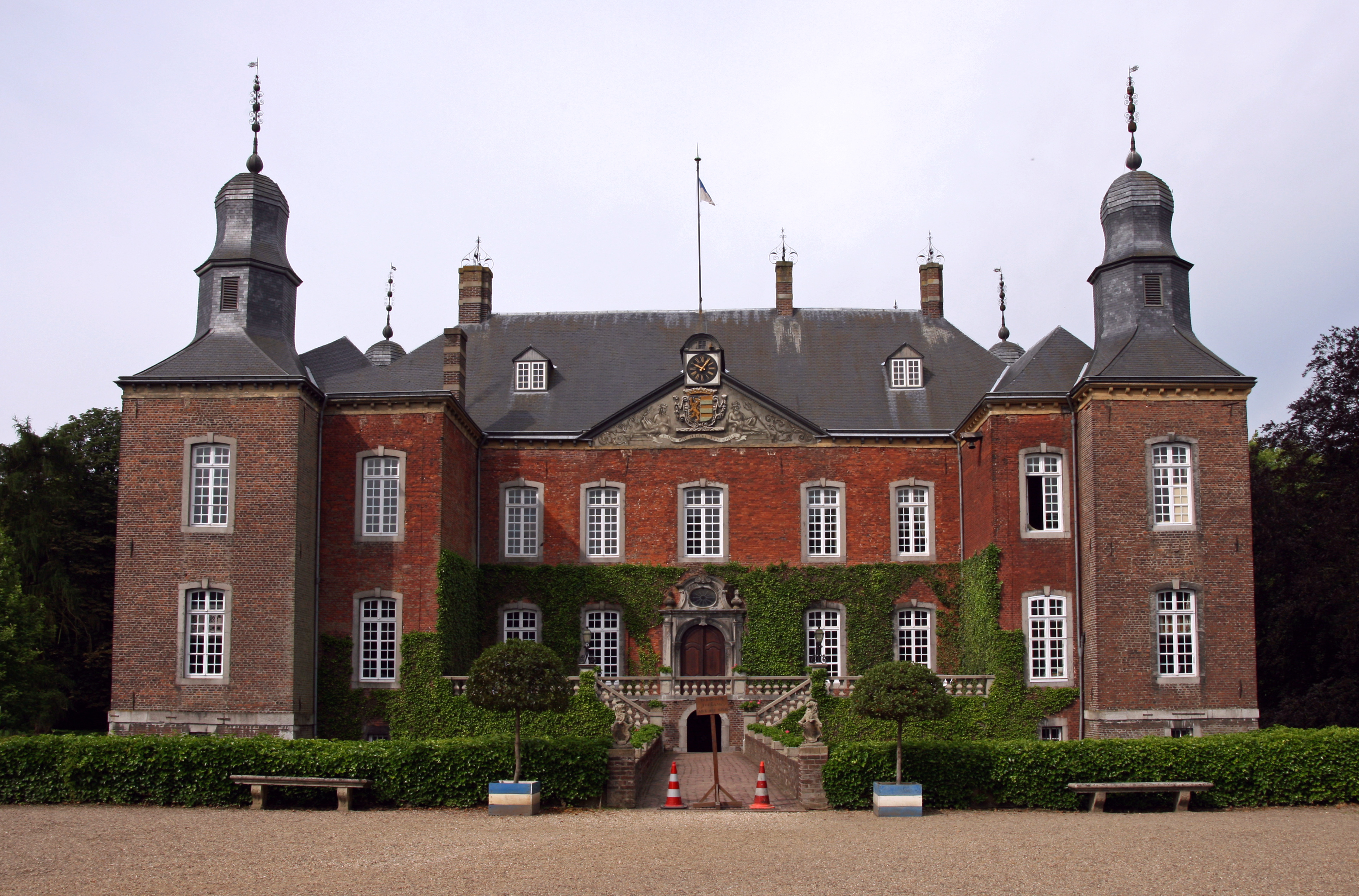
Kasteel Hillenraad (2008)
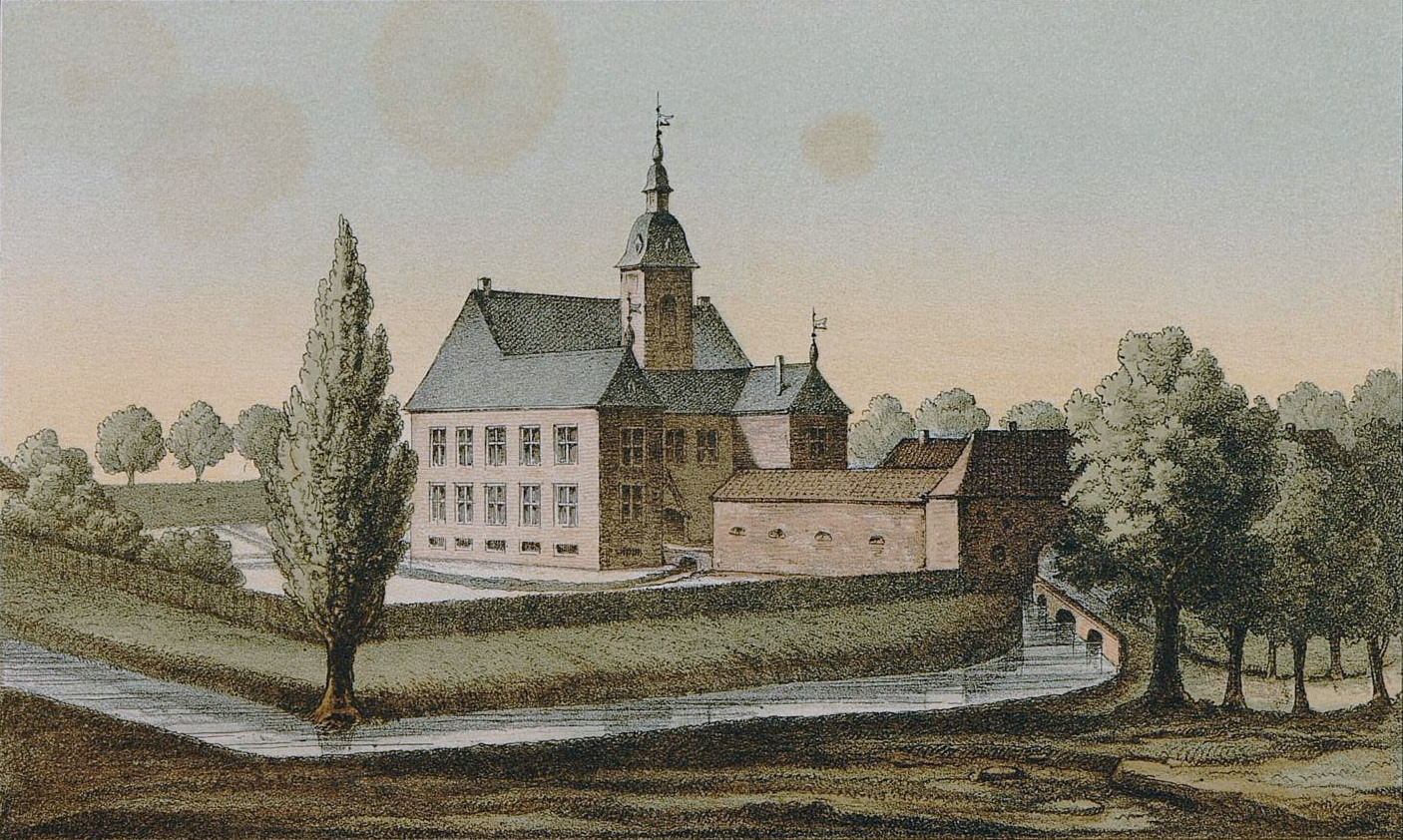
Kasteel Bleijenbeek (1860)